# König von Schweden
Der König von Schweden ist das monarchische Staatsoberhaupt Schwedens. Amtierender König ist seit 15. September 1973 Carl XVI. Gustaf aus der Dynastie Bernadotte.

## Stellung im Organisationsgefüge
Schweden ist eine parlamentarische Monarchie. Reale Machtbefugnisse sind dem König nicht eingeräumt. Vielmehr liegt die Legislative, das Haushaltsrecht sowie die Kontrolle der Regierung und Verwaltung beim Reichstag, die Exekutive bei der Regierung, den Verwaltungsbehörden und den kommunalen Körperschaften sowie die Judikative bei den Gerichten.
Die Stellung des Königs im verfassungsrechtlichen Organisationsgefüge ist vor allem im hauptsächlichen Staatsorganisationsgesetz Regeringsformen von 1974 geregelt. Einschlägige Bestimmungen sind:
Kapitel 1 – Grundlagen der Staatsorganisation

§ 5 Monarchische Staatsform, Thronfolge

Der König oder die Königin, der oder die nach dem Thronfolgegesetz den schwedischen Thron innehat, ist Staatsoberhaupt des Reichs.

Die Vorschriften der Verfassung über den König finden, wenn eine Königin Staatsoberhaupt ist, auf diese Anwendung.

Kapitel 5 – Das Staatsoberhaupt

§ 1 Beziehungen zur Regierung

Das Staatsoberhaupt wird vom Ministerpräsidenten über die Angelegenheiten des Reiches unterrichtet. Erforderlichenfalls tritt die Regierung im Rat unter dem Vorsitz des Staatsoberhaupts zusammen.

§ 2 Amtsvoraussetzungen, Inkompatibilitäten, Auslandsreisen

Das Staatsoberhaupt muss schwedischer Staatsbürger sein und das achtzehnte Lebensjahr vollendet haben. Er darf nicht zugleich Minister oder Präsident des Reichstags oder Abgeordneter des Reichstags sein.

Das Staatsoberhaupt hat sich vor seinen Auslandsreisen ins Benehmen mit dem Ministerpräsidenten zu setzen.

§ 3 Stellvertretung durch zeitweiligen Reichsverweser

Ist der König durch Krankheit, Auslandsreise oder aus anderen Gründen an der Erfüllung seiner Aufgaben verhindert, übernimmt nach der geltenden Thronfolge ein Mitglied des Königshauses, das nicht verhindert ist, an seiner Stelle als zeitweiliger Reichsverweser die Aufgaben des Staatsoberhaupts.

§ 4 Reichsverweser bei Vakanz und Minderjährigkeit des Thronfolgers

Wenn das Königshaus erlischt, bestellt der Reichstag einen Reichsverweser, der die Aufgaben des Staatsoberhaupts bis auf weiteres übernimmt. Zugleich bestellt der Reichstag einen stellvertretenden Reichsverweser.

Dasselbe gilt, wenn der König stirbt oder abdankt und der Thronfolger noch nicht achtzehn Jahre alt ist.

§ 5 Amtsverlust

Wenn der König während sechs Monaten ununterbrochen an der Erfüllung seiner Aufgaben verhindert ist oder ihre Erfüllung versäumt hat, hat die Regierung dies dem Reichstag anzuzeigen. Der Reichstag entscheidet, ob der König als abgedankt zu erachten ist.

§ 6 Vorläufiger Reichsverweser bei Vakanz und zeitweiliger Verhinderung

Wenn niemand für das Amt zur Verfügung steht, der die Voraussetzungen nach § 3 oder 4 erfüllt, kann der Reichstag aufgrund einer Verordnung der Regierung eine andere Person als vorläufigen Reichsverweser bestellen.

Der Präsident des Reichstages oder in Falle dessen Verhinderung der Vizepräsident des Reichstages dient aufgrund einer Verordnung der Regierung als vorläufiger Reichsverweser, wenn hierzu keine andere Person im Stande ist.

§ 7 Indemnität

Der König darf wegen seiner Handlungen nicht zur Verantwortung gezogen werden. Der Reichsverweser darf für seine Handlungen als Staatsoberhaupt nicht zur Verantwortung gezogen werden.

## Thronfolge
Das Amt des Königs ist erblich. Die Thronfolge ist im Thronfolgegesetz (schwedisch Successionsordningen, SO) von 1810 geregelt, wobei die absolute Primogenitur durch Revision dieses Gesetzes 1979 eingeführt wurde.

## Königshaus und Königsfamilie
Am 7. Oktober 2019 unterzeichnete König Carl XVI. Gustaf den Beschluss, dass die Kinder von Prinz Carl Philip und Prinzessin Madeleine nicht mehr Teil des Königshauses, sondern nur noch Teil der königlichen Familie seien. Sie verloren das Prädikat „königliche Hoheit“, behielten aber den Titel „Prinz“ oder „Prinzessin“; auch die bestehenden Herzogstitel blieben unberührt. Das Recht auf die Thronfolge änderte sich ebenfalls nicht. Der Beschluss bringt zum Ausdruck, dass das Königshaus auf Personen beschränkt sein soll, die in Vertretung des Königs öffentliche Aufgaben wahrnehmen. Da dies von den Kindern von Carl Philip und Madeleine auch künftig nicht erwartet werden wird, werden sie nunmehr als Privatpersonen betrachtet und können später auch eine Anstellung annehmen oder eine wirtschaftliche Tätigkeit betreiben, was ihnen als Mitgliedern des Königshauses verwehrt geblieben wäre. Prinz Carl Philip teilte mit, dass er und seine Frau den Beschluss unterstützten und ihn positiv sähen, da seine Kinder dadurch größere Wahlfreiheiten bekämen. Auch Prinzessin Madeleine äußerte Unterstützung für den Beschluss und betonte, dass dies schon seit langem geplant gewesen sei und ihren Kindern die Möglichkeit eröffne, ihr Leben als Privatpersonen zu führen.